# A Country Christmas
Albums de Loretta Lynn
You Ain't Woman Enough
(1966) Don't Come Home a Drinkin' (With Lovin' on Your Mind)
(1967)
A Country Christmas est un album de Loretta Lynn, sorti en 1966.

## L'album
À sa sortie le Billboard écrit à son sujet : « The album's beautiful songs include Country Christmas, Away in a Manger — all great programming material for country music stations, and this will create high sales. The Manger tune deserves a single. Possibly her best effort to date ».

### Titres
Tous les titres sont de Loretta Lynn, sauf mentions.
Face 1
1. Country Christmas (2:03)
2. Away In a Manger (traditionnel) (2:20)
3. Santa Claus Is Coming to Town (J. Fred Coots, Haven Gillespie) (2:08)
4. Silver Bells (Ray Evans, Jay Livingston) (2:00)
5. Blue Christmas (Billy Hayes, Jay W. Johnson) (2:27)
6. It Won't Seem Like Christmas (2:09)

Face 2
1. To Heck with Ole Santa Claus (2:01)
2. White Christmas (Irving Berlin) (2:02)
3. Frosty the Snowman (Steve Nelson, Walter E. Rollins) (2:58)
4. Christmas Without Daddy (Jackie Webb) (2:07)
5. I Won't Decorate Your Christmas Tree (Bob Cummings, Barbara Cummings, Loretta Lynn) (2:05)
6. Gift of the Blues (Hank Cochran) (2:19)